# Minnenas television
Minnenas television var en programserie i SVT med Arne Weise som programledare. Programserien repriserade guldkorn ur SVT:s stora arkiv som underhållningsprogram, teaterföreställningar, dokumentärer, klassiska TV-serier och kortfilmer. Programmet sändes i flera omgångar med start 14 september 1996 till och med 15 mars 2012 och har sedan gått i repris.
Genom programmen har tittarna fått återuppleva klassiska program som till exempel Här är ditt liv, Tekniskt magasin, Jubel i busken, Melodifestivalen, Jacobs stege, Karusellen, 10.000-kronorsfrågan, Estrad, En handelsresandes nöd och Två och en flygel.

## Program som visats i urval
- 2012 - Hr Ehrenmark i London (1978)
- 2010 - Hur ska det gå för Pettersson? (1984)
- 2010 - Jonssons onsdag (1983)
- 2010 - Någonstans i Sverige (1973)
- 2009 - Grabbarna i 57:an eller Musikaliska gänget (1978)
- 2009 - Hedebyborna (1978-1982)
- 2008 - Söderkåkar (1970)
- 2008 - Fri entré (1967)
- 2007 - Cabaret Canalhumorn (1969)
- 2006 - Markurells i Wadköping (1968)
- 2006 - Här är ditt liv - Viveca Lindfors (1983)
- 2006 - Jacobs stege (1987)
- 2005 - Tekniskt magasin (1982)
- 2004 - Melodifestivalen 1974 (1974)
- 2003 - En gränslös kväll på operan (1966)
- 2003 - En handelsresandes nöd (1994)
- 2002 - Två och en flygel (1979)
- 2001 - Frippe, Albert Ranft och Strindbergs galoscher (1974)
- 2001 - Fådda blommor (1988)
- 2001 - Galakväll på Berns (1963)
- 2000 - Knäppupps jubelsommar (1960)
- 2000 - Bombi Bitt och jag (1968)
- 1999 - Kar de Mummas Julblandning (1976)
- 1999 - En kväll med Jules Sylvain (1960)
- 1999 - Stjärna mot stjärna (1977)
- 1999 - Razzel (1984)
- 1999 - Swingtime (1965) och Happy Jazz på Skansen (1974)
- 1999 - Partaj - Med bl.a. Carl-Gustaf Lindstedt och Birgitta Andersson (1969)
- 1998 - Kom till Casino (1979)
- 1998 - Estrad (1967)
- 1998 - Nyårskvällar - Med bl.a. Margaretha Krook, Putte Wickman, Sven-Bertil Taube, Georg Rydeberg (1974 & 1975)
- 1998 - Medan andra pyntar - Uppesittarkväll med bl.a. Hasse Alfredson, Tage Danielsson, Povel Ramel, Beppe Wolgers (1965)
- 1998 - Frukostklubben -  (1978)
- 1998 - Kvällen är din - Revy med bl.a. Kar de Mumma, Gösta Bernhard, Povel Ramel, Hasse Alfredson, Tage Danielsson (1983)
- 1998 - På tre man hand - Lasse Holmqvist, Sten Broman, Povel Ramel (1977)
- 1997 - Efter min näbb - Lasse Holmqvist möter Tage Danielsson (1975)
- 1997 - Monument över en död grevinna - Om Wilhelmina von Hallwyl (1981)
- 1997 - En kväll med Sigge Fürst (1960)
- 1997 - Sydvästen (1959)
- 1997 - På parkett (1974)
- 1997 - Gammeldans från Högloftet på Skansen (1966)
- 1997 - Jubel i busken (1968)
- 1996 - Hamlet (1955) (Alf Sjöbergs TV-teater)
- 1996 - Kapten Bäckdahl (1959)
- 1996 - Halvsju (1973)
- 1996 - Ett skepp kommer lastat (1959)
- 1996 - Småstad (1961)
- 1996 - Fråga Lund (1962)
- 1996 - Vem är Vem (1961)
- 1996 - Karusellen (1963)
- 1996 - Storstugan (1961)
- 1996 - 10.000-kronorsfrågan (1957)